# Vicomte Hereford
Vicomte Hereford (Viscount Hereford) est un titre de noblesse héréditaire britannique, il est le plus ancien titre de vicomte dans la pairie d'Angleterre.
Créé en 1550 en faveur du 7e baron Ferrers (1488 † 1558), capitaine de l'armée anglaise ayant combattu les Français, son actuel titulaire est Robin Devereux (né en 1975), il en est le 19e.